# Clément Duhour
Clément Duhour (Anglet, 11 de desembre de 1911 – Neuilly-sur-Seine, 3 de gener de 1983) va ser un cantant, actor, director i productor cinematogràfic de nacionalitat francesa.
Fill d'uns botiguers de Biarritz, era alt i ben dotat per l'esport, però fou expulsat de l'escola a Baiona per indisciplina. El seu pare el va enviar a París perquè estudiés comerç. Però després de tres dies a Félix Potin es va presentar a una audició al Petit Casino on va interpretar Envoi de fleurs de Paul Delmet i Les Heures de Xavier Privas. Actuà al cabaret Au Lapin Agile i va adoptar el nom artístic de Guy Lormont. La seva mare, advertida que deixava la botiga de queviures pel cabaret, li va demanar que tornés a Biarritz a la botiga de queviures de la família.
Després va reprendre el seu entrenament de llançament de pes amb el germà gran Edouard, que també és llançador de pes. El 1932 va fer el servei militar i fou assignat a Le Bourget, on durant tres mesos no va porta uniforme perquè no en trobaven cap que s'adaptés a la seva corpulència. Va participar en els Jocs Olímpics de Los Angeles 1932, i va arribar a ser campió de França de llançament de pes el 1933.
Va tornar a París on, encara amb el nom de Guy Lormont, es va inscriure en un concurs patrocinat pel diari Comœdia. Es va dedicar a l'òpera de manera amateur, de manera que hagué de treballar d'estibador. Aleshores va tornar al music-hall. Va saludar Mistinguett al seu local del théâtre Mogador, i aquesta, després d'escoltar-lo, el contracta per l'A.B.C.. El 1938, és el company de Joséphine Baker al Casino de Paris.
Després de la declaració de guerra el 1939, es va incorporar a l'exèrcit francès on era xofer i va ser fet presoner. Durant l'ocupació alemanya, va obrir el seu propi cabaret a la rue de Ponthieu, que va batejar com Le Cavalier i va debutar en cinema a L'Âge d'or (1942). Segons Hans von Luck, l'atmosfera col·laboracionista del seu cafè-concert dissimulava en realitat una activitat de resistent. El 1942 va conèixer Viviane Romance amb qui es va casar el 1943 i fundaran la societat de producció Izarra (estrella en basc). Es divorciaren el 1951.
Després de la guerra, Clément Duhour es va convertir en el productor i col·laborador exclusiu de Sacha Guitry. L'instrument d'aquesta estreta col·laboració serà l'empresa “CLM” (curtmetratges i llargmetratges), gairebé sigles del seu nom.. D'aquesta associació Duhour-Guitry sortiran a mitjans dels anys cinquanta les pel·lícules de culte: Si Versailles m'était conté... (1954), Si Paris nous était conté (1956), Assassins et Voleurs (1957) i Les trois font la paire (1957).
L'èxit de Si Versailles m'était conté li va proporcionar una fortuna, amb la que va decidir fer una donació important per a la restauració del Palau de Versailles.
En homenatge a Sacha Guitry, mort el juliol de 1957, va dirigir la pel·lícula pòstuma La Vie à deux.
Clément Duhour va morir el 3 de gener de 1983 a Neuilly, de « causes naturals ». Tenia 71 anys..

## Filmografia

### Com a actor
- 1941: L'Âge d'or de Jean de Limur
- 1942: Dernier Atout de Jacques Becker
- 1945: La Route du bagne de Léon Mathot
- 1946: La Colère des dieux de Karel Lamač
- 1946: La Maison sous la mer de Henri Calef
- 1947: Gli Uomini sono nemici d'Ettore Giannini
- 1951: Passion de Georges Lampin
- 1951: Paris chante toujours de Pierre Montazel + Producció
- 1952: Promenades à Paris - série de 13 courts métrages - de Stany Cordier
- 1953: Saluti e baci de Maurice Labro i Giorgio Simonelli
- 1953: Embarquement pour le ciel - curtmetratge - de Jean Aurel (narrador)
- 1953: Le Chemin de l'étoile - curtmetratge - de Jean Mousselle
- 1953: La Montagne du bout du monde - curtmetratge - de Lionel Terray
- 1953: Histoires de bicyclettes - curtmetratge - d'Émile Roussel
- 1954: Si Versailles m'était conté... de Sacha Guitry + Producció
- 1955: Napoléon de Sacha Guitry + Producció
- 1955: Si Paris nous était conté de Sacha Guitry + Producció
- 1957: Assassins et Voleurs de Sacha Guitry + Producció
- 1957: Les trois font la paire de Sacha Guitry et Clément Duhour + Producció
- 1957: Le Naïf aux quarante enfants de Philippe Agostini + Producció
- 1959: Vous n'avez rien à déclarer ? de Clément Duhour + Producció
- 1960: Candide ou l'Optimisme au XXe siècle de Norbert Carbonnaux + Producció

### Com a director
- 1958: La Vie à deux + Production
- 1959: Vous n'avez rien à déclarer ? + Production

### Com a productor només
- 1956: Le Pays d'où je viens de Marcel Carné